# Clelea
Clelea is een geslacht van vlinders van de familie bloeddrupjes (Zygaenidae), uit de onderfamilie Procridinae.

## Soorten
- C. albicilia Inoue, 1976
- C. albomacula Leech, 1898
- C. aurulenta (Poujade, 1886)
- C. cyanescens Alberti, 1954
- C. cyanicornis (Poujade, 1886)
- C. chala (Moore, 1859)
- C. discriminis Swinhoe, 1891
- C. esakii Inoue, 1958
- C. exiguitata Inoue, 1976
- C. explorata Hering, 1925
- C. fusca Leech, 1888
- C. impellucida (Graeser, 1888)
- C. melli Hering, 1925
- C. metacyanea Hampson, 1896
- C. microphaea Hampson, 1919
- C. nigroviridis Elwes, 1890
- C. parabella (Alberti, 1954)
- C. plumbeola Hampson, 1892
- C. pravata (Moore, 1858)
- C. refulgens Hampson, 1905
- C. sapphirina Walker, 1854
- C. simplex Jordan, 1908
- C. sinica (Alphéraky, 1897)
- C. stipata (Walker, 1854)
- C. syfanicum (Oberthür, 1894)
- C. syriaca Hampson, 1919
- C. variata Swinhoe, 1892
- C. yunnana Alberti, 1954